# Filantropiści
Filantropiści – ruch w pedagogice, który ukształtował się w Niemczech w II połowie XVIII wieku. Ruch powstał na rzecz szerzenia oświaty w niższych warstwach społecznych.
Prekursorem powstania ruchu był Johannes Bernhard Basedow, pedagog i teolog niemiecki, przedstawiciel pedagogiki oświecenia w Niemczech, który inspirował się poglądami Jean-Jacques Rousseau. Oprócz krzewienia oświaty w najniższych warstwach społecznych ruch zajmował się zakładaniem szkół, w których podstawowym zadaniem edukacyjnym było wychowanie dzieci w miłości do człowieka i przyrody. Wychowanie zgodne z naturą zawierało elementy prawidłowego rozwoju fizycznego oraz praktyczną naukę pracy na roli lub w rzemiośle.
Pierwsza szkoła, nazwana Philantropinum, z programem zgodnym z poglądami filantropistów, została założona przez Basedowa w 1774 roku w Dessau. Kolejna powstała w 1785 roku w Schnepfenthal, a jej założycielem był Christian Gotthilf Salzmann. Ruch filantropistów odegrał rolę w kształtowaniu modelu pedagogiki nie tylko na terenie Niemiec.